# Resolució 932 del Consell de Seguretat de les Nacions Unides
La Resolució 932 del Consell de Seguretat de les Nacions Unides fou adoptada per unanimitat el 30 de juny de 1994. Després de reafirmar la Resolució 696 (1991) i totes les resolucions posteriors sobre Angola, el Consell va discutir la situació durant la Guerra Civil angolesa i va ampliar el mandat de la Segona Missió de Verificació de les Nacions Unides a Angola (UNAVEM II) fins al 30 de setembre de 1994.
Es va instar UNITA a acceptar els resultats de les eleccions legislatives i les eleccions presidencials angoleses i respectar els acords de pau. Les dues parts, especialment UNITA, havien de ser flexibles i actuar de bona fe a les negociacions a Lusaka. Recentment, les operacions militars a Angola s'han intensificat de nou, el que va tenir conseqüències per a la població, van obstaculitzar les converses a Lusaka i van afectar la capacitat de la UNAVEM II de dur a terme el seu mandat.
Després d'ampliar el mandat de la UNAVEM II fins al 30 de setembre de 1994, el Consell de Seguretat va instar a ambdues parts a complir els seus compromisos, treballant per a un alto el foc i una solució pacífica. El Govern d'Angola havia acceptat propostes de reconciliació nacional per part de Margaret Anstee, i es va instar UNITA a fer el mateix. En cas que, a tot tardar el 31 de juliol de 1994, no s'acceptessin les propostes, s'adoptaran mesures addicionals contra UNITA, tal com s'indica a la Resolució 864 (1993). A més, el paper de les Nacions Unides a Angola seria reconsiderat al final del nou mandat de la UNAVEM II si no s'havia arribat a un acord de pau. Es va recordar a tots els països la seva obligació d'aplicar les sancions contra la UNITA. Dos veïns d'Angola que fins ara no havien cooperat van haver de presentar informació sobre les presumptes violacions de les sancions.
El Consell va condemnar la intensificació de les accions militars ofensives en tot el país, contràriament a la resolució 922 (1994) i, en aquest respecte, es va instar ambdues parts a aturar les hostilitats. Es va deplorar i condemnar la deterioració de la situació humanitària i les accions contra els treballadors d'ajuda humanitària. Es va instar a ambdues parts a garantir un pas segur per als treballadors humanitaris. Finalment, es va demanar al Secretari General Boutros Boutros-Ghali que informés al Consell el 31 de juliol de 1994 sobre l'evolució de la situació.